# Takáts József (főjegyző)

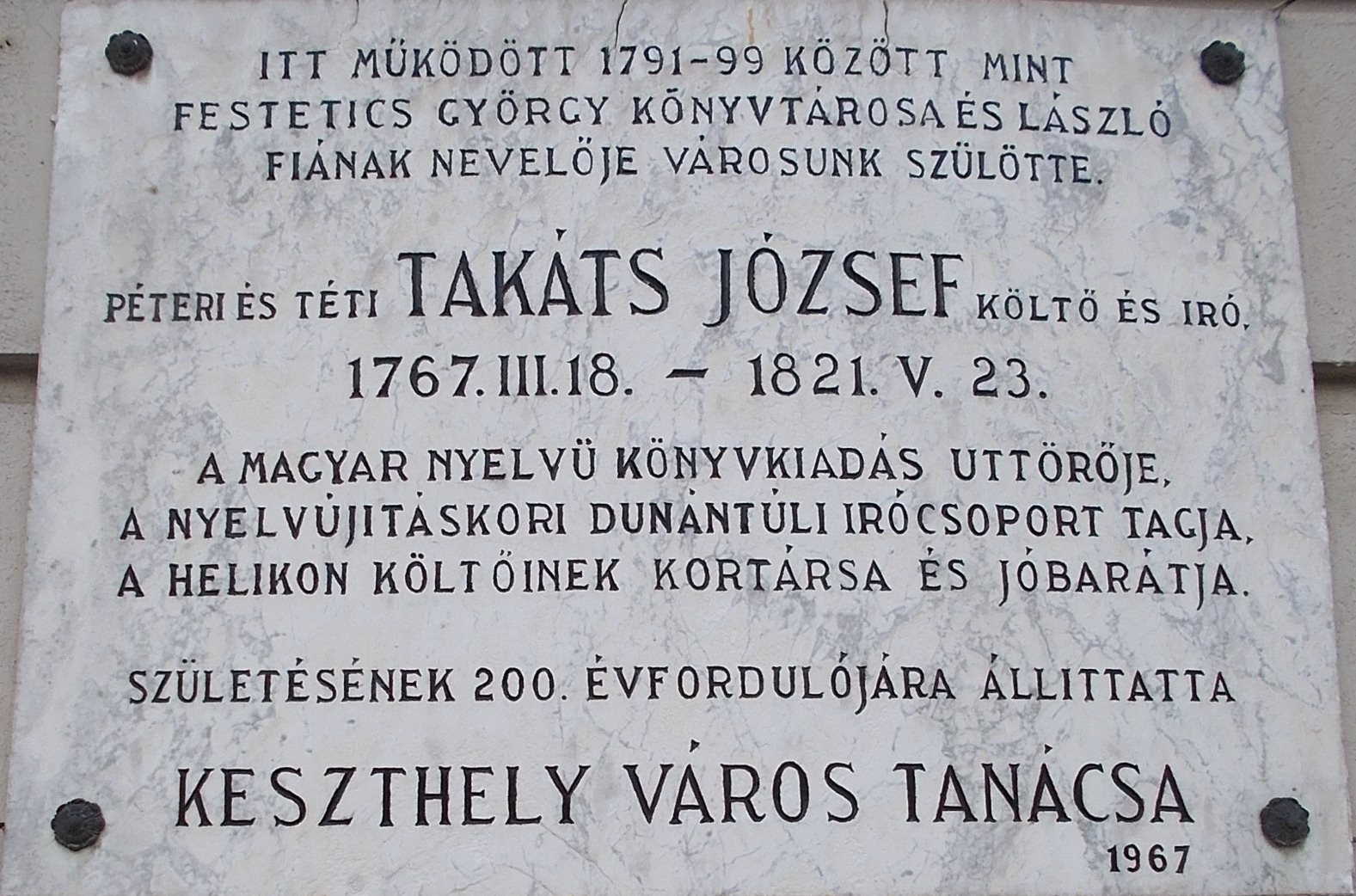
Takáts József (1767-1821) költő és író emléktáblája. - Zala megye, Keszthely

Péteri és téti Takáts József, gyakran: Péteri Takáts József (Keszthely, 1767. március 18. – Győr, 1821. május 4.) megyei főjegyző, író.

## Életpályája
Takáts Márton és Varga Katalin iparos polgári szülők fia. Középiskoláit 1776-80-ban és 1783-86-ban Győrben járta; itt Fabchich József tanára buzdította a magyar nyelv és irodalom művelésére; közben 1781-83-ig Keszthelyen folytatta tanulását. 1790-ben már a klasszikus nyelveken kívül németül, franciául, angolul, később olaszul is beszélt. A gimnáziumi tanulmányok végeztével a győri papnövendékek közé vétetett föl és a négy évi teológiai tanfolyamot a pozsonyi papnevelőben végezte és az ottani irodalmi iskolának egyik vezetője és lelke volt. A pozsonyi szeminárium elhagyása után szüleihez ment Keszthelyre és végképp elhagyta a papi pályát. 1791-ben Festetics György gróf László fia nevelését bízta reá, 500 forint évi fizetéssel és rendes nyugdíjjal. Bécsben folytatta nevelői pályáját hét évig; 1797-ben és a következő évben neveltjével beutazta Magyarországot és Erdélyt; 1798-ban egy könyvkiadó vállalatot Magyar Minerva címmel létesített, melynek támogatására a gróf évi ezer forintot igért; de a vállalat II. köteténél a gróf megvonta a segélyt; ezért 1799-ben lemondott nevelői állásáról; azonban a gróf kivánságára, aki 500 forint évdíjat biztosított számára, még egy évig megmaradt Bécsben; azután megvált állásától és az ügyvédi pályára lépett. 
Bécsben a költészettel való foglalkozás mellett élénk részt vett Görög lapjának a Magyar Hírmondónak szerkesztésében. Itt ismerkedett meg Kisfaludy Sándorral, szerették egymást egész a sírig. 1800-ban, midőn elhagyta Bécset, először szülőföldjén akarta otthonát megalapítani; majd Pesten próbált szerencsét, végre pedig Veszprémben telepedett meg állandóan, ahol a káptalan megtette őt ügyészének. Ekkor nősült meg; 1801. október 26-án Mindszentpusztán, feleségül vette bábai Bay Eszter (1776–1847) kisasszonyt, akinek a szülei bábai Bay Sándor (1737–1808), földbirtokos, és pani Hamar Anna (1743–1803) voltak. Felesége révén sógora bábai Bay Gáspár (1784–1872), Győr vármegye másodalispánja 1842 és 1846 között, táblabíró, földbirtokos. Lázas munkásságot fejtett ki ezután is a magyar írók munkáinak kiadása érdekében. Sokat levelezett Baróti Szabó Dáviddal, Kulcsárral, Göröggel, Révaival stb. A nyelvújítási harc során szembeszállt Kazinczy Ferenccel. 1808-ban nagyobb birtokot vett Téten (Győr megye) és mint «a veszprémi káptalan pereinek és jószágainak direktora» nemességének épségben tartása mellett 1808. november 11-én I. Ferenc magyar királytól a «téthi» előnevet nyerte adományban. 1810-ben lemondott jószágigazgatói állásáról és Téten telepedett le. Itt sok kellemetlenség érte a rágalmazók hazug hírei miatt és több évtizedig tartó pere is volt, mely izgalmaival egészen haláláig keserítette; a per tárgya a téti erdő volt. Téti és győri tartózkodása idejére esnek a nyelvújítási harc legmozgalmasabb évei; ezen küzdelemben ő is élénk részt vett. 1816-ban Győrmegye főjegyzője lett; 1821-ben már alispánnak jelölték; de még a választás előtt azon év május 4-én meghalt Győrben. A Mezőörs mellett található mindszentpusztai birtokán helyezték örök nyugalomra. A gazdag levéltár, mely halála után egyetlen fiára Takáts Sándorra szállott, 1873-ban, ennek halála után fontszámra adatott el egy szatócsnak; tetemes része ugyan vétel útján mégis a nagyobb könyvtárak (Magyar Nemzeti Múzeum, Magyar Tudományos Akadémia, Kisfaludy Társaság, Erdélyi Múzeum stb.) birtokába jutott; de sok magánkézbe is került. Takáts Sándor ezekből (cikkeit, költeményeit és levelezését) sokat közölt munkájában. Kisfaludy Sándor és Virág Benedek műveinek első kiadója volt. A keszthelyi kastély falán áll emléktáblája 1967 óta.
Költeményeit és cikket, többnyire névtelenül közölték az egykorú hirlapok és folyóiratok. Cikke a Zalai Közlönyben (1882. 13-15. sz. A magyarországi írók munkáinak könnyebb kinyomtatását tárgyaló gondolatok 1799.); a Válogatott Darabokban. (Kiadta Cselkó István. Pozsony, 1817. 2. bőv. kiadás 1827. Takáts erkölcsi oktatásából); levele Somogyi Gedeonhoz. Győr, 1820. márcz. 7. (Figyelő I. 1876. 248. l.).

## Munkái
- Költeményes munkáji. Bécs, 1796.
- Erköltsi oktatások, mellyeket Tolnai gróf Festetits László kedves tanítványának szivére kötött. Uo. 1799. (Magyar Minerva II. k.).